# 오이즈미 아키라

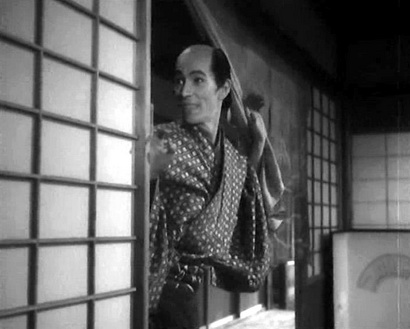

오이즈미 아키라(일본어: 大泉滉, おおいずみ あきら, 1925년 1월 1일 - 1998년 4월 23일)는 일본의 남성배우, 성우이다. 신장 165cm, 체중53kg이다. 성격배우로서는 단독존재감이 있으며, 괴우라고 불렸다.

## 내력・인물
러일혼혈인 특이한 아나키스트작가 오이즈미 고쿠세키(일본어: 大泉黒石)의 아들로써 도쿄부 기타도시마 군 조시가야(현재의 도쿄도 도시마구 조시가야)에 태어났다.「부계의 할아버지는 러시아귀족」 또는 「러시아 황제」라고조차 자칭했지만, 실제는 러시아 황제와 함께 방일한 농가출신의 시종 알렉산드르 스테파노비치 야호비치(アレクサンドル・ステパノヴィチ・ヤホーヴィチ)가 조부였다.
오이즈미 출신은 알렉산드르 스테파노비치 포차노프스키(アレクサンドル・ステパノヴィチ・ポチャーノフスキー)라고 자칭. 왼손잡이.
아버지의 사정에 의해, 각지를 전전해서 지냈다. 1937년, 초등학교졸업과 함께 극단 동동(東童)에 들어가며, 오이즈미 포(大泉ポー)의 예명으로 아역으로 활약. 1940년, 닛카쓰영화『바람의 마타사부로』(風の又三郎)의 이치로(一郎)역으로 영화데뷔.
구제 조사이 학원 중학교(현・조사이 대학 부속 조사이 고등학교)을 중퇴하며, 1946년, 분가쿠자에 입단. 이 당시는 미남배우로써 활약했지만, 1951년에 출연한 영화 『자유학교』(自由学校)가 계기로 코메디언으로 전신하며, 텔레비전 드라마 『못킨폿트씨의 뒤처리』(일본어: モッキンポット氏の後始末)의 못킨폿트 신부역 등으로 인기를 모았다. 「톤데모 핫푼」(일본어: トンデモハップン) 등의 유행어를 낳다. 분가쿠자 퇴단후는, 영화, 방송개시된 지 얼마 안 된 텔레비전에서 코메디언풍을 발휘. 영국제작의 인형극『선더버드』에선, 과학자인 브레인즈(ブレインズ)의 목소리를 담당하는 등, 성우・더빙에서도 활약.
1984년, 오바야시 노부히코(일본어: 大林宣彦)감독이 니혼테레비 『화요서스펜스극장』(火曜サスペンス劇場)때문에 쓰부라야 프로(円谷プロ)에서 찍은 『麗猫伝説』은 빌리 와일더의 『선셋 큰길』(サンセット大通り)을 책받침으로 한 환상영화이지만, 전대감독, 현재는 은거하는 대여우(大女優)의 집사라는 역할을 열연했다.
1970년전후에는 도에이의 B급영화에 많이 게스트출연. 거의가 코메디릴리프이다.
테레비 아사히『퀴즈타임 쇼크』(クイズタイムショック)에 6회 출장하며, 모든 회에서 정답3문이하가 되며 의자를 돌린다는 기록을 가지다.
취미로 완전유기농법을 연구하며, 도쿄도 구니다치 시의 자택정원에서, 자신의 배설물을 이용해서 가정 채소밭을 일하며 『ぼく野菜人』 등을 저서도 있었다. 아직, 자택의 가정 채소밭은 오이즈미가 사망해서 이후도 아내가 관리하고 있다.
1998년 4월 23일, 폐암 때문에 도쿄 도 다치가와 소고(立川相互)병원에서 사망했다. 향년73세.